# Krasne (gemeente in powiat Przasnyski)
De gemeente Krasne is een landgemeente in het Poolse woiwodschap Mazovië, in powiat Przasnyski.
De zetel van de gemeente is in Krasne.
Op 30 juni 2004 telde de gemeente 3899 inwoners.

## Oppervlakte gegevens
In 2002 bedroeg de totale oppervlakte van gemeente Krasne 100,94 km², waarvan:
- agrarisch gebied: 89%
- bossen: 4%

De gemeente beslaat 8,29% van de totale oppervlakte van de powiat.

## Demografie
Stand op 30 juni 2004:
| Omschrijving                   | Totaal | Totaal | Vrouwen | Vrouwen | Mannen | Mannen |
| ------------------------------ | ------ | ------ | ------- | ------- | ------ | ------ |
| eenheid                        | aantal | %      | aantal  | %       | aantal | %      |
| inwoners                       | 3899   | 100    | 1935    | 49,6    | 1964   | 50,4   |
| bevolkingsdichtheid (inw./km²) | 38,6   | 38,6   | 19,2    | 19,2    | 19,5   | 19,5   |

In 2002 bedroeg het gemiddelde inkomen per inwoner 1662,91 zł.

## Administratieve plaatsen (sołectwo)
Bartołdy, Brzozowo Wielkie, Gorąca, Grabowo Wielkie, Kozin, Kraski-Ślesice, Krasne, Krasne-Elżbiecin, Kurowo, Milewo-Brzegędy, Milewo-Szwejki, Milewo-Tabuły, Milewo-Rączki, Mosaki-Rukle, Mosaki-Stara Wieś, Niesiobędy, Nowe Żmijewo, Nowokrasne, Pęczki-Kozłowo, Stary Janin, Szlasy-Żalne, Wężewo, Zalesie, Zielona, Żbiki, Żbiki-Gawronki.

## Overige plaatsen
Augustów, Barańce, Brzozowo Małe, Dąbki, Dębowa Karczma, Filipy, Godacze, Grabowo Gęsie, Grabówko, Gustawin, Helenów, Iłówko, Jaźwiny, Kamienice-Ślesice, Kurówko, Łyszkowo, Milewo-Bylice, Milewo-Gawary, Milewo-Kulki, Milewo-Ruszczyny, Nowa Wieś, Szlasy-Leszcze, Szlasy-Umiemy, Zielonki, Żbiki-Antosy, Żbiki-Kierzki, Żbiki-Starki.

## Aangrenzende gemeenten
Czernice Borowe, Gołymin-Ośrodek, Karniewo, Opinogóra Górna, Płoniawy-Bramura, Przasnysz